# 郭乃弘
郭乃弘牧師 （Rev. KWOK Nai-Wang），中華基督教會香港區會資深牧師，香港基督徒學會創辦人及首任總幹事、香港基督教協進會前總幹事。

## 簡歷
郭乃弘在1938年11月出生於香港銅鑼灣的一個中產家庭，父親郭宗宇任職怡和洋行，有兄姊各一人。他在皇仁書院完成中學後，入讀香港大學哲學系。1963年大學畢業後赴笈美國，在耶魯大學神學院深造，1966年神學院畢業並獲按立成為牧師後返回香港。1966年8月開始在石硤尾的中華基督教會深愛堂擔任主任牧師，直至1977 年底，之後他出任香港基督教協進會總幹事。1980-1988年，他並兼任香港基督教服務處總幹事。
在1984年9月初，中共中央邀請鄺廣傑主教、梁林開牧師和郭乃弘組團訪京，並指定由鄺廣傑任團長，郭乃弘為第一副團長，梁林開為第二副團長。郭乃弘八十年代開始積極參與民主運動，他出席1986年的首次高山大會並發言，表明要促進政制民主和發揮高度自治，因此他被指對新華社不太友善，他遂聯同多名職員離開基督教協進會，在1988年6月創立基督徒學會，成為第一任總幹事。
在基督徒學會工作十二年後，郭乃弘於2000年退休，退休後在信義宗神學院教書，亦曾在不同教會擔任義務牧師，其中包括：九龍佑寧堂（2006-2008）、大埔廣福堂、葵青全完堂、聖光堂、基灣堂，青衣全完堂等。
退休後郭乃弘仍積極參與社會運動，例如，他支持2013年香港大學法律學者戴耀廷倡議的「佔領中環」行動，並且是站在最前線的「佔中十死士」之一。

## 個人生活
郭乃弘1993年與汪曼華（Dorothy）結婚，汪曼華是中文中學燕京書院的創校校長（1977 - 2008），擔任該校校長31年。
郭乃弘著重飲食健康，47歲開始每天游泳，這習慣堅持了超過30年。2015年5月，郭乃弘確診罹患淋巴癌，其後康復，並將在病榻上對信仰的反思寫成《病中牧函》一書。

## 著作
- 郭乃弘：《病中牧函》。香港：小島工房，2016-10。ISBN 9789887764403 。
- 郭乃弘：《心靈和真實的崇拜》。香港：中華基督教會基灣堂，2014。
- 郭乃弘：《崇拜儀節的重探》。香港：中華基督教會基灣堂，2014。
- 郭乃弘：《教會主要節期的信息》。香港：中華基督教會基灣堂，2011。
- 郭乃弘：《我在這裏，請差遣我：香港教會與社會的發展》。香港：基督教文藝，2005-11-01。ISBN 9789622940468 。
- 郭乃弘：《我的牧職》。香港：香港基督徒學會，2004-12-15。ISBN 9789627471622 。
- 堵建偉、李熾昌、郭乃弘：《基督教會崇拜的重探（增修版）》。香港：香港基督徒學會，2003。
- 郭乃弘：《崇拜的更新》。香港：香港基督徒學會，2000-06。ISBN 9789627471479 。
- 郭乃弘：《更新地方教會的策略》。香港：香港基督徒學會，2000-03。
- 郭乃弘：《馬可福音：十架的光輝》。香港：香港基督徒學會，1999-03-01。
- 郭乃弘：《現代人的靈修（上）》。香港：香港基督徒學會，1999。
- 郭乃弘：《現代人的靈修（下）》。香港：香港基督徒學會，1999。
- 郭乃弘：《約翰福音》。香港：香港基督徒學會，1998-02-01。
- 郭乃弘：《關社神學初探》。香港：香港基督徒學會，1998。
- 郭乃弘：《人性的呼喚： 香港教會的詮釋》。香港：香港基督徒學會，1997-05-01。ISBN 9789627471301 。
- 郭乃弘：《從生活開始基督敎信仰的體驗》。香港：香港基督徒學會，1996。
- 郭乃弘：《再殖化邊緣的香港》。香港：香港基督徒學會，1996。
- 郭乃弘、陳慎慶：《現代人的靈修生活》。香港：香港基督徒學會，1994-06-16。
- 郭乃弘、陳海文、葉敬德、莊耀洸、岑潤珊：《香港教會與社會運動：八十年代的反思》。香港：香港基督徒學會，1994-01-01。ISBN 9789627471134 。
- 郭乃弘：《公義的呼喊：香港教會的社會責任》。香港：香港基督徒學會，1993。
- 郭乃弘：《共覓前路：九七當前的教會使命》。香港：香港基督徒學會，1990。ISBN 9789627471028 。
- Kwok Nai-Wang. 1997: Hong Kong's Struggle for Selfhood. Hong Kong: Daga Press. 1996. ISBN 9627250198 .